# Gerhart Heine
Gerhart Friedrich Felix Heine (* 9. Oktober 1903 in Halberstadt; † 15. Oktober 1974 in Karlsruhe) war ein deutscher Kaufmann und Politiker.

## Leben
Geboren als Sohn des Kaufmanns Felix Heine (1871–1931) und seiner Frau Helene, geb. Koller (1882–1932) und Enkel des SPD-Reichstagsabgeordneten August Heine, besuchte er das Martini-Gymnasium in Halberstadt, das er nach der Mittleren Reife verließ, um eine kaufmännische Ausbildung zu machen. Nach dem Tode seines Vaters übernahm er 1931 das elterliche Hutgeschäft und erweiterte es um eine Versandabteilung.
Nach seiner Zeit als Soldat von 1940 bis 1945 in Frankreich und Italien kehrte er in seine am 8. April 1945 zerstörte Heimatstadt zurück und wurde politisch tätig. Als Mitglied der LDP war er Abgeordneter des Landtages in Sachsen-Anhalt in der Legislaturperiode von 1946 bis 1950 und musste sein Mandat 1950 niederlegen.
Im Mai 1953 verließ er mit seiner Familie Halberstadt und übersiedelte nach Karlsruhe, wo er die väterliche Firma Felix Heine als Versandhandelsunternehmen weiterführte, das 1971 in der Firma seines Bruders, dem Versandhaus Heinrich Heine, aufging.